# Ќ
Ќ (minuskule ќ) je písmeno cyrilice. Vyskytuje se pouze v makedonské azbuce. Nachází se na pozici, na které se v srbské azbuce nachází písmeno Ћ. Jeho výslovnost se ale od výslovnosti písmena Ћ liší, je bližší českému ť.